# Protorohippus
Genre
Espèces de rang inférieur
- † P. venticolum Cope, 1881 (espèce type)
- † P. montanum Wortman, 1896

Synonymes
- Hyracotherium venticolum Cope, 1881
- Hyracotherium vasacciense venticolum Kitts, 1956
- Eohippus venticolum Granger, 1908

Protorohippus (du latin pro, « avant », et du grec oros, « montagne » et hippos, « cheval »)) est un équidé fossile qui vivait entre l'Éocène inférieur et l'Éocène moyen (il y a environ 52 à 48 millions d'années) d'Amérique du Nord.

## Description

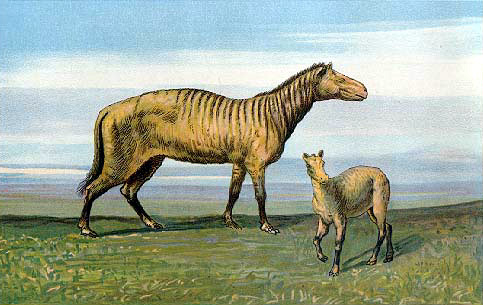
Restauration

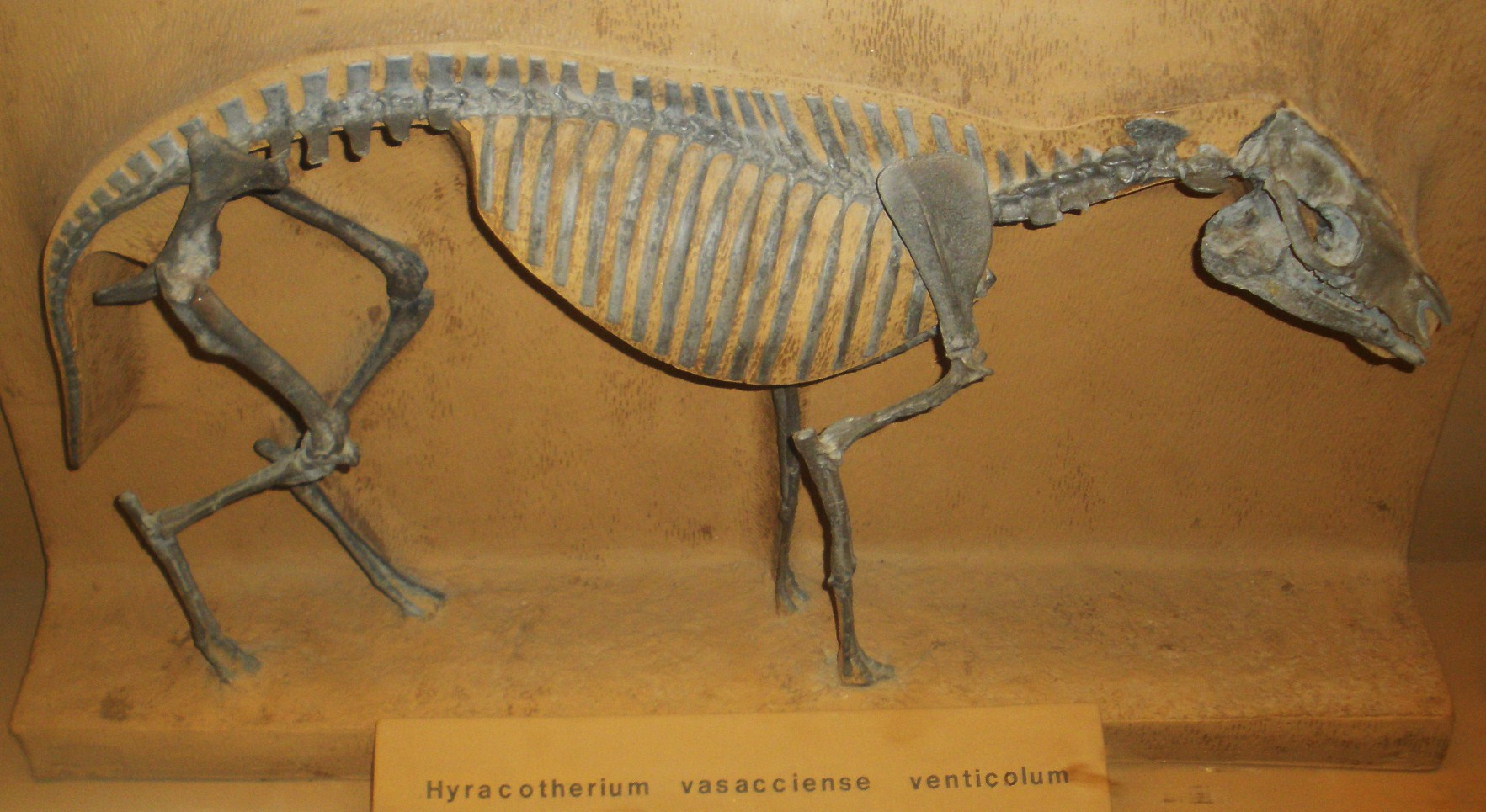
Moulage de squelette

Cet animal devait être très semblable à d'autres chevaux archaïques comme Eohippus, mais était légèrement plus grand en taille : la hauteur au garrot devait être légèrement supérieure à un demi-mètre. Comparé à d'autres équidés plus âgés, Protorohippus avait des pattes plus longues et des dents légèrement plus dérivées. Les molaires étaient franchement lophodontes, tandis que les prémolaires n'étaient pas molarisées.